# Зоммерау (Рувер)
Зоммерау (нем. Sommerau) — община в Германии, в земле Рейнланд-Пфальц.
Входит в состав района Трир-Саарбург. Подчиняется управлению Рувер. Население составляет 77 человек (на 31 декабря 2010 года). Занимает площадь 1,04 км².